# Cornell Glen
Cornelius (Cornell) Glen (Port of Spain, 21 oktober 1981) is een voormalig voetballer uit Trinidad en Tobago die als aanvaller speelde.
Glen speelde naast clubs in zijn eigen land ook in de Amerikaanse Major League Soccer, in Vietnam en in India. Met het voetbalelftal van Trinidad en Tobago nam hij deel aan de CONCACAF Gold Cup 2005 en 2013 en, onder leiding van bondscoach Leo Beenhakker, aan het wereldkampioenschap voetbal 2006.